# Softonic
Softonic.com – portal internetowy oferujący pobieranie plików. Jego siedziba znajduje się w Barcelonie. Został założony w 1997 roku przez Tomása Diago.

## Historia
Portal został założony w 1997 roku jako usługa pobierania plików zwana Shareware Intercom w Intercom Online – dostawcy usług Internetowych na terenie Cerdanyola del Vallés. Początkowo pliki pochodziły z „Biblioteki Plików Intercom BBS” (ang. Files Library Intercom BBS). Softonic oferował również co miesiąc płyty CD z plikami dla użytkowników, którzy byli zniecierpliwieni czekaniem przy ich pobieraniu. Od roku 1999 portal zaczął oferować użytkownikom gier komputerowych, antywirusy, programy edukacyjne, a także wiele innych. W 2000 roku Shareware Intercom zmienił nazwę na Softonic, a w latach 2004–2005 wprowadzono dodatkowe wersje językowe – angielską i niemiecką. Do tamtego czasu dostępne były jedynie programy na platformę DOS i Microsoft Windows, lecz później wprowadzono pliki dla Macintosha i mobilnych platform. Softonic jest najpopularniejszym portalem w Hiszpanii – w latach 2009–2011 odnotowano największą liczbę unikalnych wyświetleń.